# Clotaire Cornet
 Clotaire Cornet, né à Luttre, le 1er mars 1906 et y décédé le 30 janvier 2001 fut un homme politique belge francophone libéral. Il est le père de Philippe Cornet.

## Biographie
Clotaire Camille Ghislain Joseph Cornet est le second fils de Nestor Cornet, fonctionnaire aux chemins de fer et membre du cercle libéral.
Il fait des études de médecine à l'Université Libre de Bruxelles (ULB) dont il sort diplômé docteur en médecine en juillet 1933. La même année, il s'installe à Montigny-le-Tilleul.
En 1940, il est volontaire de guerre et, par après, il rejoint la résistance.
Il est élu bourgmestre de Montigny-le-Tilleul en juillet 1939 et député à la Chambre des représentants de Belgique de 1954 à 1969,. En 1965, il est nommé vice-président de la Chambre des représentants.

## Distinctions belges
- Officier de l'ordre de Léopold en 1968.
- Chevalier de l'ordre de Léopold II en 1956.